# Saturnálie

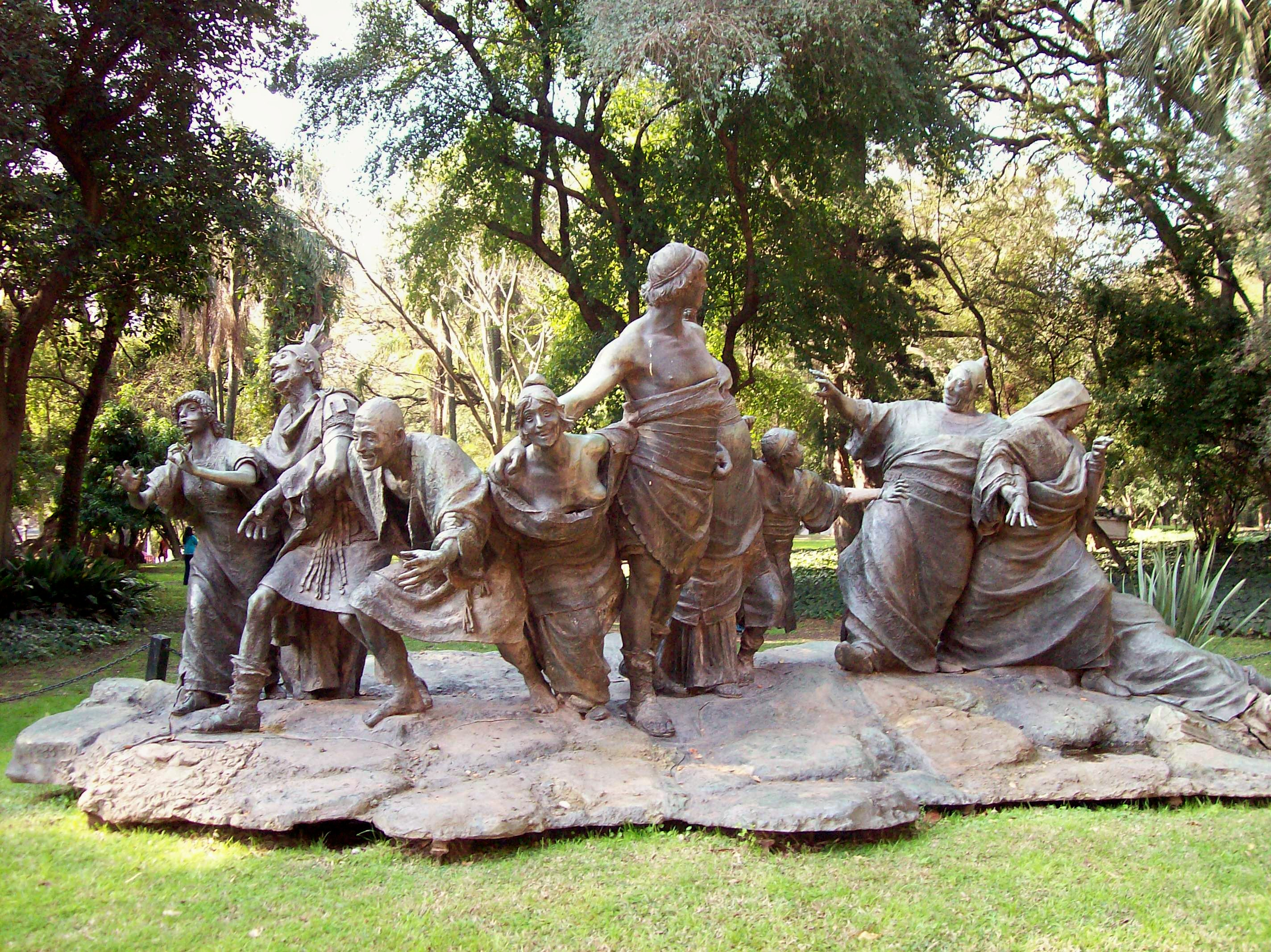
Saturnálie od italského sochaře Ernesta Biondiho (1909) v botanické zahradě v Buenos Aires.

Saturnálie (latinsky Saturnalia) byly významné svátky Starověkého Říma, kdy se k poctě boha Saturna darovaly oběti. Konaly se v Saturnově chrámu ve Forum Romanum, poté následovaly soukromé večírky se vzájemným obdarováváním a s karnevalovou atmosférou.
Původně byly slaveny 17. prosince podle juliánského kalendáře jako jednodenní svátek, po roce 45 se oslavy prodloužily do 23. prosince, později až do 30. prosince. V hojné míře se popíjelo víno a při bujarých oslavách byl volen rex bibendi („král popíjení“). Otroci se tento den stávali rovnými se svými pány nebo si dokonce role vyměnili a byli od svých pánů obsluhováni. Povoleny byly hazardní hry a nevázanost. Během svátků ustal provoz státních úřadů, škol i ostatních institucí. Básník Gaius Valerius Catullus saturnálie nazval „nejlepším dnem“.
Podle některých názorů byly saturnálie v křesťanské době transformovány do oslavy Vánoc. Dnes se saturnálie slaví na některých německých vysokých školách, kdy si v předvánočním čase studenti vymění role se svými kantory.

## Dinosaurus
Podle těchto svátků byl pojmenován i jeden druh vývojově primitivního dinosaura, objeveného v Brazílii. V roce 1999 dostal vědecké jméno Saturnalia tupiniquim.